# 272.ª Divisão de Infantaria (Alemanha)
A 272ª Divisão de Infantaria (em alemão:272. Infanterie-Division) foi uma unidade militar que serviu no Exército alemão durante a Segunda Guerra Mundial.

## Comandantes
| Comandante                                     | Data                                         |
| ---------------------------------------------- | -------------------------------------------- |
| General der Infanterie Hans Petri              | 7 de junho de 1940 - 5 de outubro de 1940    |
| General der Infanterie Friedrich-August Schack | 15 de dezembro de 1943 - ? de agosto de 1944 |

## Oficiais de operações
| Oberstleutnant Hubert Werner | 1 de janeiro de 1944-10 de setembro de 1944   |
| Major Gerhard Höptner        | 10 de setembro de 1944-30 de dezembro de 1944 |
| Major Hans-Wilhelm Uhl       | 30 de dezembro de 1944-Apr 1945               |

## Área de operações
| Alemanha           | junho de 1940 - outubro de 1940    |
| Alemanha & Bélgica | novembro de 1943 - janeiro de 1944 |
| França             | janeiro de 1944 - agosto de 1944   |